# Микушовце (Лучењец)
Микушовце (слч. Mikušovce) насељено је мјесто са административним статусом сеоске општине (слч. obec) у округу Лучењец, у Банскобистричком крају, Словачка Република.

## Становништво
| Година:    | 1994. | 2004.   | 2014.   | 2024.   |
| ---------- | ----- | ------- | ------- | ------- |
| Број људи: | 285   | 278     | 272     | 284     |
| Разлика:   |       | -2,45 % | -2,15 % | +4,41 % |

| Година:    | 2023. | 2024.   |
| ---------- | ----- | ------- |
| Број људи: | 290   | 284     |
| Разлика:   |       | -2,06 % |

Према подацима о броју становника из 2011. године насеље је имало 281 становника.